# Vaisakhi
Vaisakhi (Punjabi: ਵਿਸਾਖੀ) visākhī), también conocido como Baisakhi, Vaishakhi o Vasakhi) se refiere a la fiesta de la cosecha de la región de Punjab, que marca el inicio del nuevo año en el calendario solar.

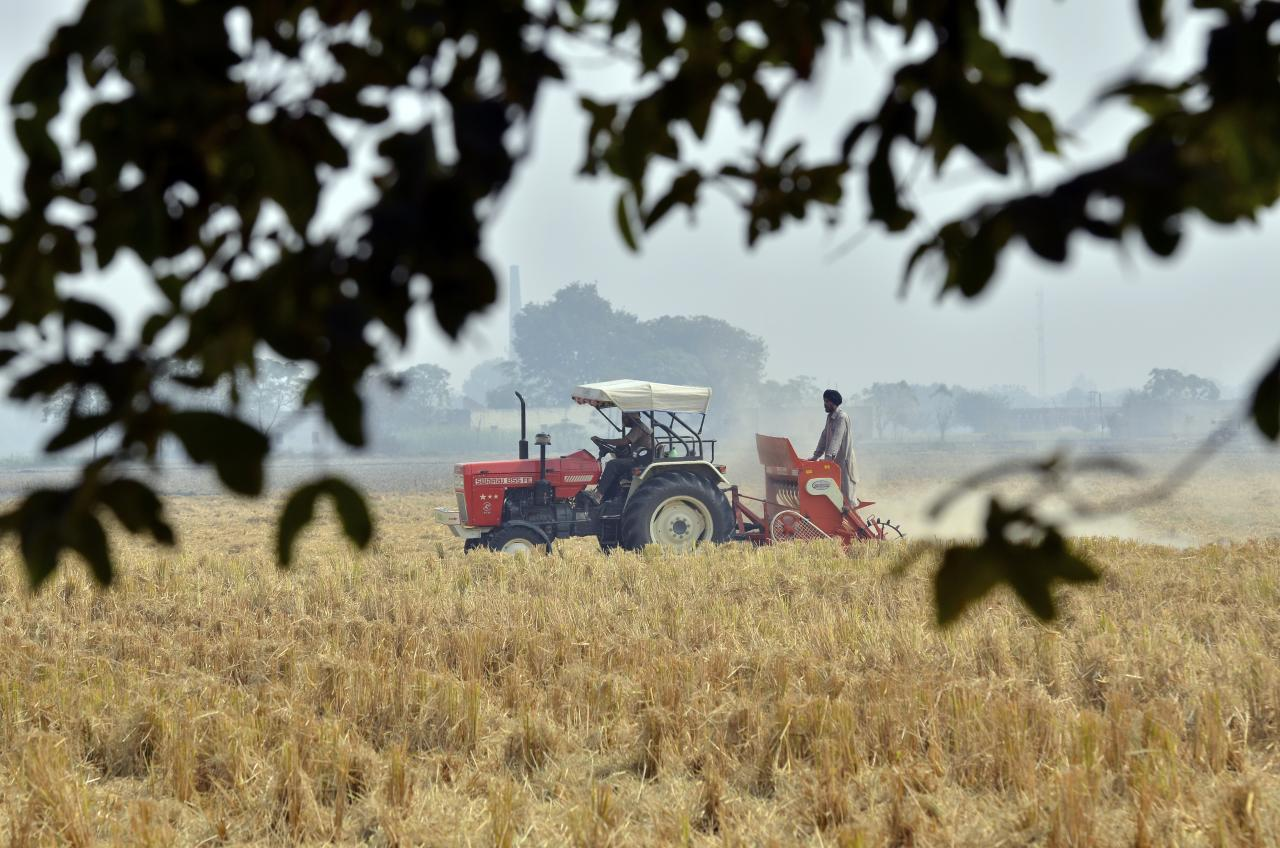
Preparando el campo antes de celebrar el festival Vaisakhi

## Fechas
La fecha es alrededor del 21 de marzo, pero el día está marcado en el 13 o 14 de abril debido a los cambios en el calendario.
El festival es especialmente importante para la comunidad sij, ya que marca la creación de la Khalsa, que también se denomina Khalsa Sirjana Divas y cae en el primer día de Vaisakh que es el segundo mes del calendario Nanakshahi.
En otros casos, Vaisakhi cae en Mesa Sankranti (el primero del mes solar de Vaisakha), que marca el inicio del nuevo año solar en muchas partes del subcontinente utilizando calendarios lunisolares. 
El festival también coincide con otros festivales del Año Nuevo que se celebran en el primer día de Vaisakh en algunas regiones del subcontinente indio como Pohela Boishakh, el Año Nuevo bengalí y Bohag Bihu de Assam o Puthandu, el Año Nuevo tamil.

## Importancia para los  sijes
Vaisakhi es uno de los tres festivales elegidos por Gurú Amar Das para ser celebrado por los sijes (los otros son Maghi y Diwali).
El festival tiene un gran significado para los sijes, porque en el Día Vaisakhi en 1699, el 10.º gurú de los sijes, Guru Gobind Singh, estableció la fundación del Panth Khalsa, la Orden de los Puros, que da lugar a la fiesta de Khalsa Sirjana Divas. También se utiliza como una celebración para aquellos aceptar los cinco Ks.
Con motivo de las celebraciones, los devotos sijes generalmente asisten al Gurdwara antes del amanecer con flores y ofrendas en las manos. También son comunes las procesiones por las ciudades.